# Христо Грозев
Хри́сто Гро́зев (нар. 20 травня 1969, Пловдив, Народна Республіка Болгарія) — болгарський медіаексперт і медіаінвестор, журналіст-розслідувач видання «Bellingcat», один з основних авторів розслідування про участь співробітників ФСБ Росії в отруєнні Олексія Навального. 2019 року був нагороджений European Press Prize в категорії «Розслідувальна журналістика».

## Життєпис
Народився 20 травня 1969 року в Пловдиві, Болгарія. Отримав ступінь бакалавра в Американському університеті в Болгарії та MBA в Imadec University в Австрії.
З 1988 — репортер на радіо в Пловдиві.
У 1990 році став одним із засновників першої приватної радіостанції в Болгарії.
У 1995 році запрошений американською компанією Metromedia International для роботи, зокрема, і з її російськими активами. Запускав «Радіо Ніка» в Сочі, «Канал Мелодія» і «Ельдорадіо» в Санкт-Петербурзі і ще десятки радіостанцій в країнах Балтії, Фінляндії, Болгарії, Угорщині.
У 2000 році став президентом Metromedia International, під його керівництвом працювали 26 радіостанцій в 9 країнах світу. Коли в 2003 Metromedia International вирішила вийти з радіобізнесу, Христо Грозев придбав у неї активи російських радіостанцій і пізніше, в 2006, продав їх французькій Lagardère Group. Водночас він керував як директор ірландською компанією Communicorp, яка придбала у Metromedia International інші її радіомовні активи.
Після 2006 року виступав як інвестор в різні медіаактиви, переважно в Нідерландах і Болгарії. Так, в 2006 його компанія RadioCorp B.V. отримала ліцензію на мовлення в Нідерландах на створення радіостанції з національним музичним форматом. Нині радіостанція Radio 100 % NL, яка надежить RadioCorp, є однією з найпопулярніших станцій в Нідерландах з аудиторією приблизно 2 мільйони слухачів. 2009 року був запущений сестринський однойменний глянцевий журнал. На 2018 рік Грозев продовжував мати активи в нідерландських медіа, за рахунок яких він жив.
Інші медіаактиви Грозева сьогодні — це новинний телевізійний канал і кілька газет у Болгарії.
Вільно розмовляє англійською, російською, естонською та нідерландською мовами.
Брав участь у фестивалі «Разом Медіа», який є професійним заходом в галузі журналістики, і не несе в собі будь-якого політичного порядку денного.
У 2015 році був аспірантом економіки і права Панєвропейського університету в Братиславі.
Грозев — бізнес-партнер медіаменеджера Карла Габсбурга-Лотаринзького, нинішнього очільника дому Габсбургів. З Карлом Габсбургом Грозев знайомий зі студентських часів.
У 2019 році (разом з Романом Доброхотовим і Даніелем Ромейном) нагороджений European Press Prize за «розслідувальну журналістику» та London Press Club Prize for Digital Journalism в категорії «Інвестигативний репортаж» («Investigative Reporting») за «викриття підозрюваних в отруєнні в Солсбері» («Unmasking the Salisbury Poisoning Suspects») — розслідування 2018 року з чотирьох частин «Солберецькі», присвячене отруєнню Скрипалів. Bellingcat та The Insider вдалося підтвердити причетність Петрова і Боширова до спецслужб.
Також є старшим дослідником в «Risk Management Lab» в приватному Новому болгарському університеті.
Одружений.
В 2018 році Грозев розповідав про роботу разом з Bellingcat: «Я працював з Еліотом чотири роки. Моя мотивація проста: я роблю щось, що мені добре вдається, знаходжу речі, які інші пропускають, використовую свої знання про Росію, про сусідні країни, зокрема про Україну, працюю з людьми в цих країнах і переживаю, що їхні уряди (і в Росії, і в Україні) обманюють громадян. Я займаюся цим безоплатно, витрачаю на розслідування свої кошти. Це моє хобі».
У грудні 2022 року Христо Грозев оголошений у розшук МВС РФ, за невідомою статтею кримінального кодексу.
19 лютого 2023 року Христо повідомив, що йому та його сім'ї заборонили відвідати церемонію вручення премії Британського кіно і телебачення Bafta в Лондоні, тому що він є «небезпечним для громадської безпеки». Грозев, який брав участь у створенні фільму про отруєння критика Кремля Олексія Навального — «Навальний», який номінували на премію, сказав, що був «здивований» таким рішенням.
21 квітня 2023 року, Лефортівський районний суд м. Москви заочно заарештував журналіста-розслідувача і керівника проєкту «Bellingcat» громадянина Болгарії Христо Грозєва. Грозєва в РФ звинувачують у незаконному перетині кордону (ч. 1 ст. 322 КК РФ). У разі визнання журналіста винним йому загрожує до 2 років позбавлення волі.

### Розслідування отруєння Олексія Навального
У серпні 2020 року Грозев заявив в інтерв'ю Deutsche Welle, що отруєння Олексія Навального схоже на замахи на Омеляна Гебрева і Сергія Скрипаля, в яких запідозрено російські спецслужби.
2020 року Грозев став основним автором розслідування про участь імовірних співробітників ФСБ Росії в отруєнні Олексія Навального. Він заявив: «Немає ніякого невинного пояснення тому факту, що люди, які літають під фальшивими паспортами і мають кваліфікацію медиків і фахівців з хімічної зброї, напередодні отруєння Навального зідзвонювалися через захищений зв'язок із фахівцями з „Новичка“, а відразу після невдалої спроби — з фахівцями з мас-спектрометрії».
Того ж року Грозев зустрічався з Навальним у Німеччині. Грозев заявив, що він був потрібен, щоб «заповнити інформаційні дірки» й пояснити, чому поряд з ним могли перебувати співробітники спецслужб у той чи той день. Відповідаючи на питання про інформаторів, Грозев сказав: «Ми працюємо тільки з джерелами, які розуміють, якого ризику зазнають». При цьому він відкинув зв'язок із ЦРУ, зазначивши, що західна розвідка навіть не добралася до тієї інформації, яку опублікували незалежні журналісти.
16 грудня 2020 року, Грозев в ефірі радіоканалу «Дождь» висловив упевненість, що найближчим часом буде опубліковано продовження розслідування про замах на Олексія Навального, оскільки в цій історії ще залишилися питання, на які поки немає відповіді.

### Розслідування «Справи Вагнерівців»

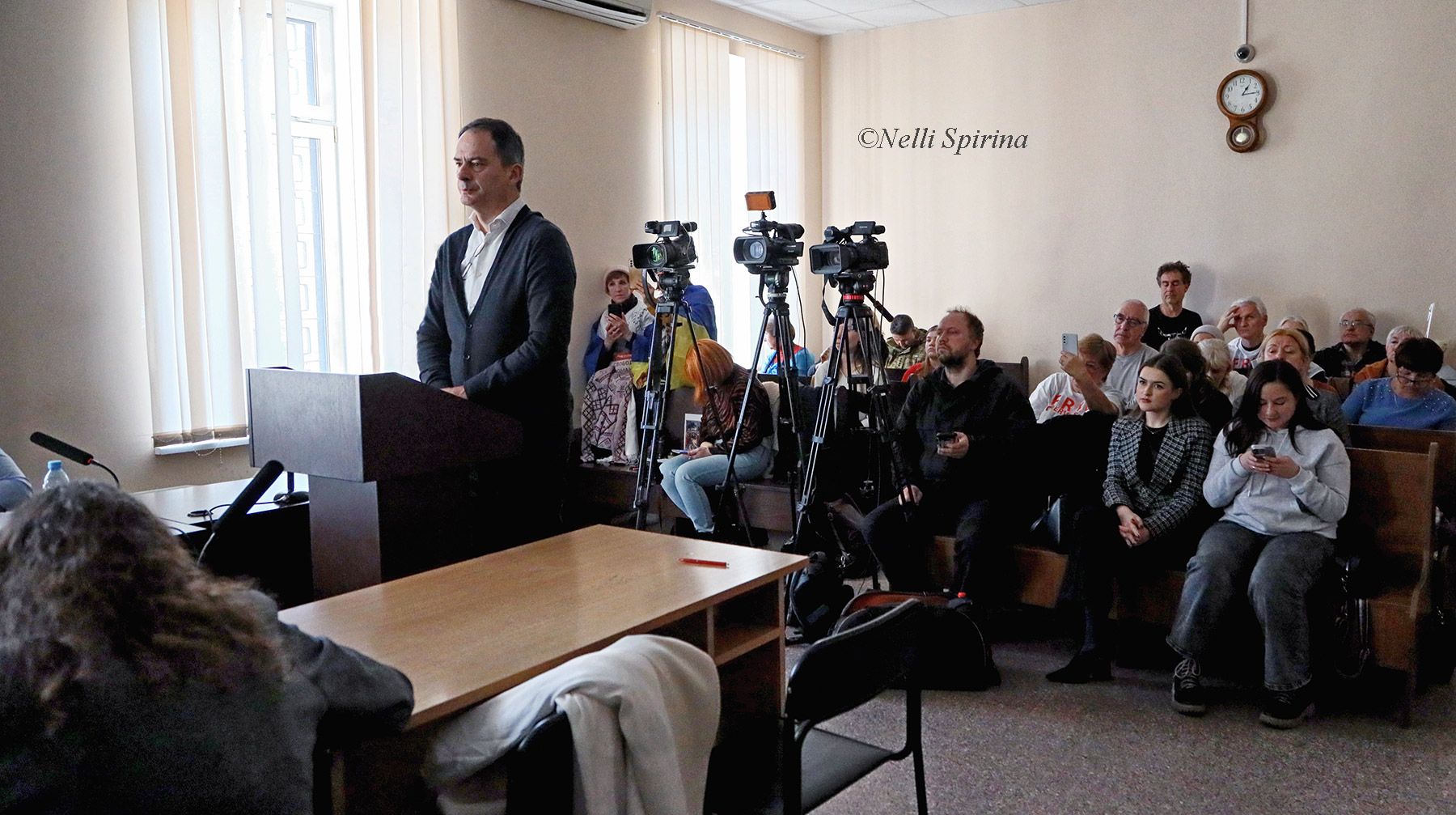
Христо Грозєв заявляє, що приїхав в Київ щоб взяти Романа Червінського на поруки. Судове засідання в Печерському суді м.Києва. 7.11.2024 року

Група «Bellingcat» взялася також за розслідування «справи Вагнерівців» (іноді, Вагнергейт — за аналогією з Вотергейтом). Христо Грозев, як один з активних учасників групи, заявив, що «Bellingcat» за результатами розслідування збирається оприлюднити документальний фільм.
У зв'язку зі зйомками цього документального фільму, Христо Грозев прибув 10 березня 2021 року до Києва, де провів низку зустрічей. Загалом Грозев записав 7 інтерв'ю: з Юрієм Бутусовим, двома офіцерами головного управління військової розвідки, з депутатом від фракції «ЄС» Михайлом Забродським, заступником комітету ВР з оборони, який розповів, про що говорили на засіданні перед зривом операції. Інтерв'ю Грозеву дали також п'ятий президент України Петро Порошенко, колишній виконувач обов'язків Президента України Олександр Турчинов та агент НАБУ Євген Шевченко.
За даними Дмитра Гордона, сам фільм може бути оприлюднений 5 квітня 2021 року, проте самі автори фільму заявили, що ще не мають остаточних результатів, тож про конкретну дату говорити зарано. Врешті 17 листопада 2021 року Bellingcat та The Insider оприлюднили першу частину власного розслідування про «Вагнергейт».
7 листопада 2024 року в Печерському суді м. Києва Христо Грозєв заявив, що хоче взяти на поруки полковника Романа Червінського - 
куратора і керівника спецоперації «Авеню» (справи Вагнерівців). Заяву Христо Грозєва, як і заяви кількох Народних депутатів України, суд проігнорував.

## Особисте життя
У 1996 році одружився з росіянкою, але потім розлучився. В подальшому одружився вдруге Має дітей.
Володіє англійською, російською, болгарською, естонською та нідерландською мовами.